# Élections territoriales de 1946-1947 au Dahomey
Les élections territoriales de 1946-1947 au Dahomey se déroulent les 15 décembre 1946 et 5 janvier 1947. Ce sont les premières élections permettant au Dahomey de se doter d'un Conseil général. 30 sièges de conseillers sont à pourvoir.
L'Union progressiste dahoméenne (UDP) remporte 20 des 30 sièges disponibles.

## Contexte
La Quatrième République française et la création de l'Union française vont permettre, dans le cadre des réformes constitutionnelles, 
au Dahomey, comme aux autres colonies françaises, d'acquérir un semblant d’autonomie et à la France métropolitaine de décentraliser quelque peu le pouvoir et la gestion de ses dernières.
Ainsi, la formation de partis politiques est désormais possible et chaque colonie d'Afrique-Occidentale française est dotée de nouvelles institutions, notamment de Conseils généraux, élus pour 5 ans, chargés de la question des intérêts propres à chaque territoire comme la gestion du budget, l'établissement des impôts et des programmes administratifs.
Le nouveau Conseil général dahoméen a son siège à Porto-Novo et comprend 30 membres, dont 12 sont élus au premier collège (citoyens de droit civil français) et 18 au second (citoyens de statut personnel).

## Système électoral
Pour les deux collèges, les élections se font au scrutin de liste majoritaire à deux tours. Au premier tour, nul n’est élu sans avoir obtenu la majorité absolue des suffrages exprimés et si le nombre de suffrages n'est pas au moins égal au quart des électeurs inscrits.
Au second tour, les élections ont lieu à la majorité relative, quel que soit le nombre des votants. Si plusieurs candidats obtiennent le même nombre de voix, la victoire revient au plus âgé.
Les sièges sont attribués dans chaque circonscription électorale entre les différentes listes suivant la règle de la plus forte moyenne. Les circonscriptions électorales sont, elles, déterminées par les circonscriptions administratives (cercles et régions).

### Sièges par circonscription
| Circonscriptions    | Nb de sièges |  |
| ------------------- | ------------ |  |
| 1re circonscription | 4            |  |
| 2e circonscription  | 5            |  |
| 3e circonscription  | 3            |  |
|                     |              |  |
| Total               | 12           |  |

| Circonscriptions    | Nb de sièges |  |
| ------------------- | ------------ |  |
| 1re circonscription | 5            |  |
| 2e circonscription  | 4            |  |
| 3e circonscription  | 2            |  |
| 4e circonscription  | 1            |  |
| 5e circonscription  | 3            |  |
| 6e circonscription  | 3            |  |
|                     |              |  |
| Total               | 18           |  |

## Résultats

### Par parti
|                          |                               |          |         |              |  |
| Parti                    | Parti                         | 1er tour | 2d tour | Total sièges |  |
| Parti                    | Parti                         | Sièges   | Sièges  | Total sièges |  |
| Premier collège          |                               |          |         |              |  |
|                          | Union progressiste dahoméenne | 1        | 4       | 5            |  |
|                          | Bloc populaire africain       | 0        | 5       | 5            |  |
|                          | Indépendants                  | 0        | 2       | 2            |  |
| Total                    | Total                         | 1        | 11      | 12           |  |
|                          |                               |          |         |              |  |
| Votants                  | Votants                       | 613      |         |              |  |
| Inscrits / participation | Inscrits / participation      | 1 533    | 39,99 % |              |  |
|                          |                               |          |         |              |  |
| Second collège           |                               |          |         |              |  |
|                          | Union progressiste dahoméenne | 10       | 5       | 15           |  |
|                          | Bloc populaire africain       | 0        | 1       | 1            |  |
|                          | Indépendants                  | 2        | 0       | 2            |  |
| Total                    | Total                         | 12       | 6       | 18           |  |
|                          |                               |          |         |              |  |
| Votants                  | Votants                       | 76 769   |         |              |  |
| Inscrits / participation | Inscrits / participation      | 133 142  | 57,66 % |              |  |

### Par circonscription
Les résultats dans chacune des circonscriptions sont détaillés comme suit,,,,,,, :
| Au premier collège           | Au premier collège  | Au premier collège  | Au premier collège  | Au premier collège  | Au premier collège  | Au premier collège | Au premier collège | Au premier collège | Au premier collège | Au premier collège | Au premier collège | Au premier collège | Au premier collège |
| 1re circonscription          | 1re circonscription | 1re circonscription | 1re circonscription |                     | 2e circonscription  | 2e circonscription | 2e circonscription | 2e circonscription |                    | 3e circonscription | 3e circonscription | 3e circonscription | 3e circonscription |
| Candidat                     | Parti               | Votes               | Élu                 | Candidat            | Parti               | Votes              | Élu                | Candidat           | Parti              | Votes              | Élu                |                    |                    |
| ---------------------------- | ------------------- | ------------------- | ------------------- | ------------------- | ------------------- | ------------------ | ------------------ | ------------------ | ------------------ | ------------------ | ------------------ | ------------------ | ------------------ |
| Cyrille Aguessy              |                     | 95                  | Élu                 | Jean Agier          | BPA                 | 200                | Élu                | François Mounié    | Ind.               | 85                 | Élu                |                    |                    |
| Louise Poisson               | BPA                 | 74                  | Élue                | R.P Poidevineau     | BPA                 | 199                | Élu                | Dominique Aplogan  | UPD                | 83                 | Élu                |                    |                    |
| Antoine d'Assomption         | BPA                 | 63                  | Élu                 | Gaston Nègre        | UPD                 | 197                | Élu                | Raphaël Moretti    | Ind.               | 55                 | Élu                |                    |                    |
| Louis Guichard               | UPD                 | 51                  | Élu                 | Pierre Bartoli      | UPD                 | 193                | Élu                | Gaston Manderon    | UPD                | 54                 |                    |                    |                    |
| Henri Dalmais                | UPD                 | 50                  |                     | Marcel Henry        | UPD                 | 179                | Élu                | Roger Ettinghausen | UPD                | 49                 |                    |                    |                    |
| Adolphe Lionel Lawson        | UPD                 | 40                  |                     | Émile Derlin Zinsou | UPD                 | 162                |                    | Joseph-Marie Talon | UPD                | 34                 |                    |                    |                    |
|                              |                     |                     |                     |                     | Émile Poisson       | BPA                | 146                |                    |                    |                    |                    |                    |                    |
| Docteur Virgilio de Médeiros | BPA                 | 139                 |                     |                     |                     |                    |                    |                    |                    |                    |                    |                    |                    |
|                              |                     |                     |                     |                     |                     |                    |                    |                    |                    |                    |                    |                    |                    |
| Au second collège            |                     |                     |                     |                     |                     |                    |                    |                    |                    |                    |                    |                    |                    |
| 1re circonscription          | 1re circonscription | 1re circonscription | 1re circonscription |                     | 2e circonscription  | 2e circonscription | 2e circonscription | 2e circonscription |                    | 3e circonscription | 3e circonscription | 3e circonscription | 3e circonscription |
| Candidat                     | Parti               | Votes               | Élu                 | Candidat            | Parti               | Votes              | Élu                | Candidat           | Parti              | Votes              | Élu                |                    |                    |
| R.P Durand                   |                     | 4 534               | Élu                 | Adrien Degbey       | UPD                 | 4 297              | Élu                | Hubert Dadjo       | UPD                | 1 842              | Élu                |                    |                    |
| Sourou Migan Apithy          | UPD                 | 4 476               | Élu                 | Denis Diogo         | UPD                 | 4 289              | Élu                | Justin Ahomadegbé  | BPA                | 1 372              | Élu                |                    |                    |
| Victor Patterson             | UPD                 | 4 485               | Élu                 | Augustin Azango     | UPD                 | 4 288              | Élu                | Alphonse Akpamoli  |                    | 1 330              |                    |                    |                    |
| Francis Covi                 |                     | 4 527               | Élu                 | Albert Akindès      | UPD                 | 4 285              | Élu                |                    |                    |                    |                    |                    |                    |
| Amzat Agata Sanni            |                     | 4 495               | Élu                 | Paulin Ahoyo        |                     | 854                |                    |                    |                    |                    |                    |                    |                    |
|                              |                     |                     |                     |                     | Paul-Émile de Souza |                    | 853                |                    |                    |                    |                    |                    |                    |
| Pierre Johnson               |                     | 851                 |                     |                     |                     |                    |                    |                    |                    |                    |                    |                    |                    |
| Pacôme Yamadjako             |                     | 846                 |                     |                     |                     |                    |                    |                    |                    |                    |                    |                    |                    |
|                              |                     |                     |                     |                     |                     |                    |                    |                    |                    |                    |                    |                    |                    |
| 4e circonscription           | 4e circonscription  | 4e circonscription  | 4e circonscription  |                     | 5e circonscription  | 5e circonscription | 5e circonscription | 5e circonscription |                    | 6e circonscription | 6e circonscription | 6e circonscription | 6e circonscription |
| Candidat                     | Parti               | Votes               | Élu                 | Candidat            | Parti               | Votes              | Élu                | Candidat           | Parti              | Votes              | Élu                |                    |                    |
| Théodore Houndolo            |                     | 1 658               | Élu                 | Tahirou Congacou    | UPD                 | 885                | Élu                | Sansaré Bio Yau    |                    | 3 327              | Élu                |                    |                    |
| Benoît Capo-Chichi           |                     | 618                 |                     | Moussa Baba         | UPD                 | 864                | Élu                | Hubert Maga        | UPD                | 3 326              | Élu                |                    |                    |
|                              |                     |                     |                     |                     | Antoine Sadeler     |                    | 605                | Élu                | Michel Ahouanmènou | UPD                | 3 327              | Élu                |                    |
| Frédéric Sacca               | UPD                 | 412                 |                     | Moussa N'Diaye      |                     | 0                  |                    |                    |                    |                    |                    |                    |                    |
| Adamou Oumerou               |                     | 178                 |                     |                     |                     |                    |                    |                    |                    |                    |                    |                    |                    |
| Oumar Aman                   | UPD                 | 173                 |                     |                     |                     |                    |                    |                    |                    |                    |                    |                    |                    |

## Composition du bureau du Conseil général
Le bureau du Conseil général est composé comme suit :
| Président       | Sourou Migan Apithy                 |
| Vice-présidents | Pierre Bartoli et Augustin Azango   |
| Secrétaires     | Justin Ahomadegbé et Albert Akindès |